# Foramen oval (hueso esfenoides)
El foramen oval o agujero oval, es un orificio ovalado situado en la base del cráneo, en la porción anterior del hueso esfenoides. 
Se trata de dos orificios simétricos a través de los cuales sale del cráneo la rama mandibular del nervio trigémino o nervio mandibular (V3) acompañado por la arteria meníngea accesoria y la vena del foramen oval y nervio petroso mayor. No debe confundirse con el foramen oval del corazón que comunica la aurícula izquierda con la aurícula derecha durante el periodo fetal.